# بريتسفالك
بريتزواك (بالألمانية: Pritzwalk) هي مدينة وبلدة ألمانية تقع في ألمانيا في براندنبورغ. يقدر عدد سكانها بـ 13,252 نسمة .

## المدن التوأمة
مدينة Winsen هي مدينة توأمة لـبريتزواك.

## أعلام
- فرانز جون
- كارل هاينريش غوتفريد ويت